# Atletismo nos Jogos Pan-Americanos de 2023 - Salto triplo feminino
A competição de salto triplo feminino do atletismo nos Jogos Pan-Americanos de 2023 foi disputada em 2 de novembro no Parque Deportivo Estadio Nacional, em Santiago, no Chile. No total, competiram 9 atletas de 6 Comitês Olímpicos Nacionais (CON).

## Calendário
Horário local (UTC-4).
| Data          | Horário | Fase  |
| ------------- | ------- | ----- |
| 2 de novembro | 19:47   | Final |

## Medalhistas
| Ouro   | CUB Leyanis Pérez   |
| Prata  | CUB Liadagmis Povea |
| Bronze | DMA Thea Lafond     |

## Recordes
Antes desta competição, os recordes mundiais e dos Jogos Pan-Americanos da prova eram os seguintes:
| Tipo                             | Atleta        | Marca   | Local    | Data                |
| -------------------------------- | ------------- | ------- | -------- | ------------------- |
|                                  | Yulimar Rojas | 15,74 m | Belgrado | 20 de março de 2022 |
| Recorde dos Jogos Pan-Americanos | Yulimar Rojas | 15,11 m | Lima     | 9 de agosto de 2019 |

## Resultados

### Final
Estes foram os resultados:
| Pos. | Atleta          | Nacionalidade                       | #1    | #2    | #3    | #4    | #5    | #6    | Resultado | Vento | Notas                |
| ---- | --------------- | ----------------------------------- | ----- | ----- | ----- | ----- | ----- | ----- | --------- | ----- | -------------------- |
| 01 ! | Leyanis Pérez   | CUB Cuba                            | 14.68 | 14.46 | 14.75 | 14.72 | x     | 14.00 | 14.75     | +0.3  |                      |
| 02 ! | Liadagmis Povea | CUB Cuba                            | 14.36 | 14.41 | 14.21 | 12.57 | 11.91 | 13.94 | 14.41     | -0.3  |                      |
| 03 ! | Thea Lafond     | DMA Dominica                        | 14.25 | 14.06 | x     | 14.03 | 14.08 | 14.12 | 14.25     | -0.1  |                      |
| 4    | Gabriele Santos | BRA Brasil                          | 13.11 | 13.57 | x     | x     | x     | 13.65 | 13.65     | -0.2  |                      |
| 5    | Mylana Hearn    | USA Estados Unidos                  | 12.88 | 13.17 | x     | 12.99 | 12.87 | 13.32 | 13.32     | -0.4  |                      |
| 6    | Núbia Aparecida | BRA Brasil                          | x     | x     | 12.62 | x     | 12.78 | x     | 12.78     | -0.2  | Recorde da temporada |
| 7    | Thelma Fuentes  | EAI Equipe de Atletas Independentes | 12.32 | x     | 12.12 | 12.44 | 12.66 | x     | 12.66     | -0.1  |                      |
| 8    | Valeria Quispe  | BOL Bolívia                         | 12.40 | 12.26 | 12.09 | 11.95 | x     | x     | 12.40     | -0.1  |                      |
| 9    | Euphenie Andre  | USA Estados Unidos                  | 11.97 | 12.14 | x     |       |       |       | 12.14     | +0.1  |                      |

Legenda
| Recorde mundial                  | Recorde mundial (World record)               |                       | Recorde africano                      | Recorde africano (African) |                                           | Q | Classificado por posição (Qualified) |
| Recorde dos Jogos Pan-Americanos | Recorde pan-americano (Pan-American record)  | Recorde da América    | Recorde da América (Americas)         | q                          | Classificado por melhor tempo (Qualified) |   |                                      |
| Melhor marca do ano              | Melhor marca do ano (World leading)          | Recorde asiático      | Recorde asiático (Asian)              | DNS                        | Não largou (Did not start)                |   |                                      |
| Recorde nacional                 | Recorde nacional (National record)           | Recorde europeu       | Recorde europeu (European)            | DNF                        | Não terminou (Did not finish)             |   |                                      |
| Recorde pessoal                  | Recorde pessoal do atleta (Personal best)    | Recorde da Oceania    | Recorde da Oceania (Oceania)          | DSQ / DQ                   | Desclassificado (Disqualified)            |   |                                      |
| Recorde da temporada             | Recorde da temporada do atleta (Season best) | Recorde sul-americano | Recorde sul-americano (South America) | NM                         | Sem marca (No mark)                       |   |                                      |